# Tyra Banxxx
Tyra Banxxx (tên khai sinh Alana Andersen, sinh ngày 21 tháng 1 1973) là một nữ diễn viên diễn phim khiêu dâm người Mỹ. Cô sinh tại Los Angeles, California.